# SESN1
Сестрин-1, или SESN1, (известен также как «p53-активируемый ген 26»; англ. p53-activated gene 26, PA26) — цитозольный белок семейства сестринов, продукт гена SESN1. Идентифицирован в 1994 году как один из генов, активируемых фактором транскрипции p53.

## Структура
Сестрин-1 синтезируется в трёх вариантах (T1, T2, T3), которые состоят из 551, 491 и 426 аминокислот, с молекулярной массой 68, 55 и 48 кДа, соответственно. 

## Функция
Белки семейства сестринов представляют собой небольшие белки, синтезируемые клеткой в ответ на стрессовую ситуацию. Является активатором АМФ-активируемой протеинкиназы (AMPK) и ингибитором протеинкиназы TOR, так называемой «мишени рапамицина». Обе регулируемые протеиинкиназы являются важными компонентами сигнального механизма, выполняющего функцию центрального регулятора процессов старения. 

Предполагается что Sestrin 1 играет важную роль связанную с предотвращением пролиферации сердечных фибробластов.
Предпринята успешная попытка лечить старение скелетных мышц с помощью рекомбинантного белка сестрина 1

## См.также
- SESN2
- SESN3